# Maydolong
Maydolong est une localité de la province du Samar oriental, aux Philippines. En 2015, elle compte 14 743 habitants.